# Holle weg van Küssnacht am Rigi

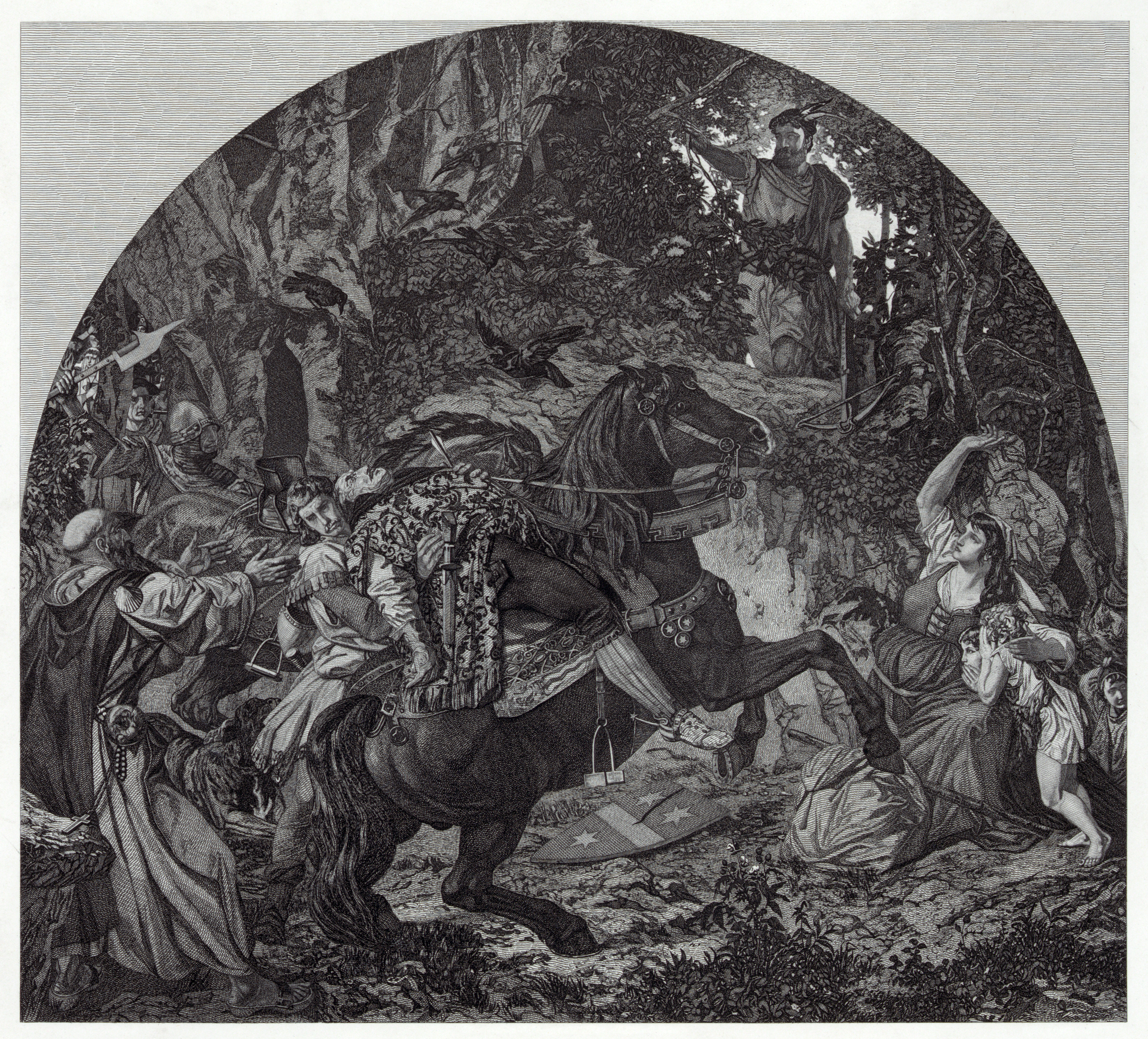
De dood van Gessler. Gravure uit 1886.

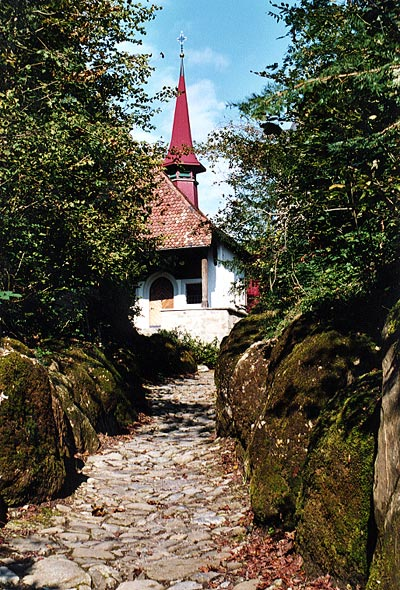
De holle weg en de kapel van Tell.

De holle weg van Küssnacht am Rigi (Frans: chemin creux; Duits: Hohle Gasse) maakt deel uit van de historische route tussen Küssnacht am Rigi en Immensee in het kanton Schwyz, Zwitserland, en speelt volgens het Witte Boek van Sarnen een rol in het verhaal van Willem Tell.
De holle weg maakt deel uit van de grotere verbinding tussen Zürich en het Gotthardmassief, die passeert door Zug en Flüelen.
Volgens het Witte Boek van Sarnen is het op deze holle weg dat Willem Tell de baljuw (Reichsvogt) Hermann Gessler zou hebben vermoord door met een boog een pijl af te vuren in zijn hart. Ter ere hiervan werd in 1530 aan de holle weg een herdenkingskapel opgericht, de kapel van Tell. De kapel werd heropgebouwd in 1638. Ze is toegewijd aan Margaretha van Antiochië. In 1905 bracht Hans Bachmann er twee fresco's aan in de kapel. De ene beeldt de dood van Gessler uit, de andere de dood van Tell. In 1934 werd een stichting opgericht om de holle weg te onderhouden.